# Lignes routières Zou ! dans les Alpes-de-Haute-Provence
 (juillet 2022).
Liste des lignes d'autocars Zou ! dans les Alpes-de-Haute-Provence.

## Lignes scolaires

### Secteur de l'Ubaye
| Ligne | Tracé                                      |
| ----- | ------------------------------------------ |
| 4001  | Le Lauzet-Ubaye - Barcelonnette            |
| 4002  | Méolans-Revel - Les Écarts                 |
| 4003  | Uvernet-Fours - Les Écarts - Barcelonnette |
| 4004  | Saint-Vincent-les-Forts - La Bréole        |
| 4005  | Les Laphonds - La Bréole                   |
| 4006  | La Bréole - Seyne-les-Alpes                |

### Secteur de la Haute Ubaye
| Ligne | Tracé                                         |
| ----- | --------------------------------------------- |
| 4101  | Larche - La Condamnine - Saint-Paul-sur-Ubaye |
| 4102  | Jausiers - Saint-Paul-sur-Ubaye               |
| 4103  | Enchastrayes - Barcelonnette                  |
| 4104  | Faucon-de-Barcelonnette - Barcelonnette École |
| 4105  | Faucon-de-Barcelonnette - Barcelonnette Lycée |
| 4106  | Saint-Paul-sur-Ubaye - Barcelonnette          |
| 4107  | Lans - Jausiers - Barcelonnette               |
| 4108  | Larche - Jausiers - Barcelonnette             |
| 4109  | Saint-Paul-sur-Ubaye - Barcelonnette - Embrun |
| 4110  | Sannières - Jausiers                          |
| 4111  | Barcelonnette - Guillestre                    |

### Secteur de Saint-André-les-Alpes
| Ligne | Tracé                                                    |
| ----- | -------------------------------------------------------- |
| 4201  | Barrême - Digne-les-Bains                                |
| 4202  | Allons - Saint-André-les-Alpes                           |
| 4203  | Barrême - Saint-André-les-Alpes                          |
| 4204  | Moriez - Saint-André-les-Alpes                           |
| 4206  | Clumanc - Les Écarts                                     |
| 4207  | Clumanc - Barrême                                        |
| 4208  | Vergons - Saint-Julien-du-Verdon - Saint-André-les-Alpes |
| 4209  | Senez - Barrême Collège                                  |

### Secteur du Haut Verdon
| Ligne | Tracé                                         |
| ----- | --------------------------------------------- |
| 4301  | Beauvezer - Colmars-les-Alpes                 |
| 4302  | Colmars-les-Alpes - Les Écarts                |
| 4303  | Thorame-Basse - Les Écarts - Thorame-Haute    |
| 4304  | Thorame-Basse - Les Écarts - Thorame-Haute    |
| 4305  | Beauvezer - Colmars-les-Alpes                 |
| 4306  | Allos - Colmars-les-Alpes - Colmars-les-Alpes |
| 4307  | Villars-Colmars - Colmars-les-Alpes           |

### Secteur d'Annot
| Ligne | Tracé                    |
| ----- | ------------------------ |
| 4401  | Entrevaux - Annot        |
| 4402  | Guillaumes - Annot       |
| 4403  | Méailles - Annot         |
| 4404  | Saint-Benoit - Annot     |
| 4405  | Val-de-Chalvagne - Annot |
| 4406  | Braux - Annot            |

### Secteur de Castellane
| Ligne | Tracé                                     |
| ----- | ----------------------------------------- |
| 4501  | Soleilhas - Demandolx - Castellane        |
| 4502  | La Palud-sur-Verdon - Rougon - Castellane |
| 4503  | Peyroules - La Garde - Castellane         |
| 4504  | La Baume - Castellane                     |
| 4505  | Eoulx - Castellane                        |
| 4506  | Taulanne - Sionne - Castellane            |

### Secteur de Riez
| Ligne | Tracé              |
| ----- | ------------------ |
| 4510  | Bras-d'Asse - Riez |

### Secteur de Reillanne
| Ligne | Tracé                   |
| ----- | ----------------------- |
| 4601  | Céreste - Manosque      |
| 4602  | Céreste - Apt           |
| 4603  | Reillanne - Forcalquier |

### Secteur de Banon
| Ligne | Tracé                                        |
| ----- | -------------------------------------------- |
| 4701  | Simiane-la-Rotonde - Les Écarts              |
| 4702  | Saint-Étienne-les-Orgues - Ongles - Banon    |
| 4703  | Lardiers - Banon                             |
| 4704  | Sainte-Croix-à-Lauze - Banon                 |
| 4705  | Simiane-la-Rotonde - Banon                   |
| 4706  | Revest-du-Bion - Banon                       |
| 4707  | Banon - Digne-les-Bains                      |
| 4708  | Saumane - L'Hospitalet - Revest-des-Brousses |

### Secteur de Forcalquier
| Ligne | Tracé                                        |
| ----- | -------------------------------------------- |
| 4801  | Dauphin - Volx                               |
| 4802  | Cruis - Saint-Étienne-les-Orgues - Manosque  |
| 4803  | Saint-Maime - Volx                           |
| 4804  | Les Mées - Oraison                           |
| 4805  | Pierrerue - Niozelles - Pierrerue            |
| 4806  | Lurs - Sigonce - Lurs                        |
| 4807  | Lurs - Les Écarts - Oraison                  |
| 4808  | Limans - Forcalquier                         |
| 4809  | Niozelles - Forcalquier                      |
| 4810  | Pierrerue - Forcalquier                      |
| 4811  | Sigonce - Forcalquier                        |
| 4812  | Montlaux - Revest-Saint-Martin - Forcalquier |
| 4813  | Aubenas-les-Alpes - Forcalquier              |
| 4814  | Mane - Forcalquier                           |

### Secteur de Sisteron
| Ligne | Tracé                                       |
| ----- | ------------------------------------------- |
| 4901  | Châteauneuf-Val-Saint-Donat - Aubignosc     |
| 4902  | Authon - Saint-Geniez - Entrepierres        |
| 4903  | Mison - Les Écarts                          |
| 4904  | Salignac - Entrepierres                     |
| 4905  | Salignac - Entrepierres                     |
| 4906  | Salignac - Sisteron                         |
| 4907  | Salignac - Entrepierres - Sisteron          |
| 4908  | Le Thor - Sisteron Lycée                    |
| 4909  | La Baume - Sisteron Lycée                   |
| 4911  | Sourribes - Salignac - Entrepierres         |
| 4912  | Sourribes - Les Demesses                    |
| 4913  | Montfroc - Curel - Saint-Vincent-sur-Jabron |
| 4914  | Bevons - Valbelle - Noyers-sur-Jabron       |
| 4915  | Sigoyer - Thèze - Vaumeilh                  |
| 4916  | Vaumeilh - Valernes - Thèze                 |
| 4917  | Bayons - La Motte-du-Caire                  |
| 4918  | Gigors - Turriers                           |
| 4919  | Valernes - La Motte-du-Caire                |
| 4920  | Vaumeilh - Claret - La Motte-du-Caire       |
| 4921  | Bayons - La Motte-du-Caire                  |
| 4922  | Bayons - Turriers-École                     |
| 4923  | Sisteron - Bevons                           |
| 4924  | Sisteron - La Motte-du-Caire                |
| 4925  | Sigoyer - Valernes - Thèze - Vaumeilh       |
| 4926  | Melve - La Motte-du-Caire                   |
| 4927  | Thèze - La Motte-du-Caire                   |

## Lignes d'autres départements de la région Provence-Alpes-Côte d'Azur circulant dans les Alpes-de-Haute-Provence

### Département du Var
| Ligne | Tracé                                        |
| ----- | -------------------------------------------- |
| 810   | La Verdière ↔ Vinon-sur-Verdon ↔ Manosque    |
| 8202  | Comps-sur-Artuby ↔ Chateauvieux ↔ Castellane |

### Département de Vaucluse
| Ligne | Tracé       |
| ----- | ----------- |
| 926   | Apt ↔ Banon |